# Blechnum gemmascens
Blechnum gemmascens är en kambräkenväxtart som beskrevs av Arthur Hugh Garfit Alston. Blechnum gemmascens ingår i släktet Blechnum och familjen Blechnaceae. Inga underarter finns listade.